# Ширшин Олександр Юрійович
Олександр Юрійович Ширшин (нар. червень 1994 року) — український військовослужбовець, командир батальйону 47 ОМБр.

## Життєпис
Народився в червні 1994 року в Миколаєві. Один його дідусь був грузином, бабуся болгаркою. Другий дідусь — казахом, а бабуся — українкою. Обидва його дідусі були капітанами далекого плавання.  
Коли йому було 5 років, його сім'я повернулася на батьківщину тата в селище Чорноморське у Криму.
У 2010 році вступив в Севастопольський національний університет ядерної енергетики та промисловості. Навчався на військовій кафедрі, готувався отримати кандидата в майстри спорту з боксу.
В 2014-му році, щоб не давати присягу росії, перевівся і закінчив військову кафедру в Одесі. Навчатися ж продовжив у Харкові, але виграв грант та перевівся в Bialystok University of Technology у Польщі. У 2016 році захистив уже польською диплом магістра. Незабаром вирішив поїхати волонтером у прифронтове місто Світлодарськ. Разом із іншими волонтерами і громадськими організаціями відремонтували старий спортивний зал у Новолуганському і заснували секцію боксу. Крім спорту, він організовував поїздки для підлітків за межі міста, області та регіону. Також організовував для них літературні гуртки, тренінги, майстер-класи і дозвілля.
З 2017 по 2019 роки навчався в Українському католицькому університеті. Випускник маґістерської програми з управління неприбутковими організаціями Інституту лідерства та управління УКУ.
З 2018 по 2019 роки Олександр був координатором руху «Сильні громади» в м. Світлодарськ.
В 2019 після народження другої дитини Олександр із сім'єю переїхав зі Сходу. З 2019 по 2020 роки працював керівником програми «Суспільний розвиток» осередку Української академії лідерства Чернівці. З кінця 2020 і до повномасштабного вторгнення працював у компанії «Модуль ІТП».
У 2021-му проживав з родиною в Тернополі.
Ще за місяць до російської атаки воїн підписав контракт у резерв. Вранці 24 лютого чоловік уже був у частині.
В середині березня 2022 потрапив у бойовий підрозділ. Спочатку був оператором БПЛА, займався дронами й поступово входив у курс справ командира взводу, щоб уміти виконувати свої функції.
Перші бойові виїзди були на півдні, на Херсонському напрямку. У районах Снігурівки, а потім у Трудолюбівці. Воював на різних напрямках сходу України. Обороняв Золоте на Луганщині, його рота останньою виходила із Золотого, там отримав поранення у напівоточенні: у машину прилетіло два танкові снаряди, був заблокованим в автомобілі. Дивом залишився живим, один побратим загинув, а двоє вважаються зниклими безвісти. Отримав контузію, розрив барабанної перетинки і поранення від скла.
Після поранення повернувся у військо. Пройшов лише перший етап реабілітації. Звільняв Ізюм на Харківщині.
2 січня 2023-го історик Тімоті Снайдер опублікував твіт з фото Олександра, на якому він читає в окопі його книжку. В березні 2023 вони зустрілися.
На початку 2023-го року перевівся в 47ОМБр. Служив командиром роти, потім заступником командира батальйону, в липні 2024 став командиром батальйону
В кінці липня 2024 повідомив, що Україна втратила контроль над селами Прогрес та Вовче на Покровському напрямку. За липень російські війська просунулися на 7 кілометрів по залізниці і однією з причин Олександр вказав меншу кількість людей з української сторони
16 травня 2025 року Олександр Ширшин повідомив про подання рапорту про звільнення з посади через «дебільні задачі». Військовий заявив, що на поточному напрямку підрозділ отримує завдання, які, за його словами, призводять до необґрунтованих втрат особового складу. А замість аналізу ситуації, вважає він, проводяться лише формальні розслідування."Все, на що спроможні - догани, розслідування, накладання стягнень", - написав він на своїй сторінці. Він також висловив розчарування через політичні рішення та відірваність оцінок від реального стану справ. "Політичні" ігри і оцінка реального стану справ не відповідає ні дійсності, ні можливостям. Загралися", - підсумував військовий.
В серпні 2025 офіційно пішов з посади комабата 

## Нагороди
- Орден «За мужність» ІІІ ступеня (серпень 2022)[14]
- Орден Богдана Хмельницького ІІІ ступеня (24 серпня 2023)[15]